# Ensemble 415
L'Ensemble 415 est un ensemble suisse de musique baroque sur instruments anciens et de musique classique, fondé en 1981 et dissous en 2011.

## Historique
L'Ensemble 415 a été fondé en 1981 par la violoniste et chef d'orchestre suisse Chiara Banchini.
Le nom de l'ensemble provient d'un des « la » utilisés à l'époque baroque, dont la fréquence était fixée à 415 Hz et non à 440 Hz, le « la 415 », communément appelé « la baroque », adopté comme standard par les interprètes modernes de musique baroque.
Une petite formation issue de l'Ensemble 415 se consacrait plus spécifiquement à la musique de chambre de Boccherini, Mozart...
L'Ensemble 415 donna son grand concert d'adieu le 8 janvier 2011 au Stadtcasino de Bâle, consacré aux Concerti Grossi d'Arcangelo Corelli et à l'Armonico tributo de Georg Muffat interprétés par plus de 60 musiciens ayant appartenu à l'ensemble ainsi que des étudiants et des professeurs de la Schola Cantorum de Bâle,.

## Répertoire
Le répertoire de l'ensemble s'étend des grands chefs-d'œuvre du baroque italien à la musique classique de Luigi Boccherini et Wolfgang Amadeus Mozart.

## Discographie
L'Ensemble 415 a réalisé de nombreux enregistrements chez Harmonia Mundi, avant de passer au label Zig-Zag Territoires :
- 1986 - Giovanni Battista Sammartini et Giuseppe Sammartini, Concerti & Sinfonie (Harmonia Mundi)
- 1988 - Luigi Boccherini, Symphonies (Harmonia Mundi)
- 1988 - Jean-Sébastien Bach, Cantate BWV 35, 82, 53 (Harmonia Mundi)
- 1989 - Johann Schobert, Quatuors; Trios; Sonates (Harmonia Mundi)
- 1990 - Luigi Boccherini, Quintettes avec Contrebasse (Harmonia Mundi)
- 1990 - Georg Friedrich Haendel, Flavio, avec René Jacobs (Harmonia Mundi)
- 1992 - Luigi Boccherini, Stabat Mater, avec Agnès Mellon, soprano (Harmonia Mundi)
- 1992 - Antonio Vivaldi, Sonate a tre "La Follia"; Sonate a due violini (Harmonia Mundi)
- 1992 - Arcangelo Corelli, Concerti grossi, Op. 6 (Harmonia Mundi)
- 1993 - Luigi Boccherini, Quintettes avec Deux Altos (Harmonia Mundi)
- 1994 - Luigi Boccherini, Sextuors à cordes (Harmonia Mundi)
- 1994 - Wolfgang Amadeus Mozart, String Quintets, K515 & K516 (Harmonia Mundi)
- 1995 - Giuseppe Tartini, Concertos (Harmonia Mundi)
- 1995 - Antonio Vivaldi, Stabat Mater, avec Andreas Scholl (Harmonia Mundi)
- 1996 - Georg Muffat, Armonico tributo (Harmonia Mundi)
- 1998 - Arcangelo Corelli, Concerto di Natale (Harmonia Mundi)
- 1998 - Henrico Albicastro, Cantate, Sonate & Concertos (Harmonia Mundi)
- 2003 - Francesco Geminiani, Concerti Grossi No. 1, 3, 5, 8, 10, 11 e "La Follia" (Zig-Zag Territoires)
- 2004 - Giovanni Bononcini, La Nemica d'Amore fatta Amante (Zig-Zag Territoires)
- 2004 - Francesco Geminiani, 12 Concerti Grossi (Zig-Zag Territoires)
- 2005 - Concerti napoletani per violoncello (Zig-Zag Territoires)
- 2005 - Giuseppe Valentini, Concerti Grossi e a Quattro Violini, Op. VII (Zig-Zag Territoires)
- 2007 - Wolfgang Amadeus Mozart, Concertone (Zig-Zag Territoires)
- 2008 - Antonio Vivaldi, Concerto a Quattro Violini; L'Estro Armonico (Zig-Zag Territoires)
- 2009 - Tomaso Albinoni, Sinfonie a Cinque, Op. 2 (Zig-Zag Territoires)

## Source
- (it) Cet article est partiellement ou en totalité issu de l’article de Wikipédia en italien intitulé « Ensemble 415 » (voir la liste des auteurs).